# Mark Armstrong (astronomo)
| 15967 Clairearmstrong | 24 febbraio 1998 |
| 44016 Jimmypage       | 30 novembre 1997 |

Mark Armstrong (1958) è un astronomo amatoriale britannico.
Il Minor Planet Center gli accredita la scoperta di due asteroidi, effettuate tra il 1997 e il 1998, di cui uno in collaborazione con la moglie Claire Armstrong. Vanta inoltre la scoperta di numerose supernovae.